# Christian Esch (Kulturmanager)
Christian Esch (* 21. Juni 1961 in Bonn) ist ein deutscher Kulturmanager, Publizist und Musikwissenschaftler.

## Leben
Christian Esch promovierte 1991 über die Oper im 18. Jahrhundert, arbeitete seit 1981 als Kulturjournalist, als Dramaturg (seit 1991) und als Musikproduzent und -redakteur für den Hessischen Rundfunk in Frankfurt a. M. (1994–2003).
Er veröffentlichte zahlreiche Programm-Artikel zu Musik und Theater, Rezensionen und Essays in Tages- und Wochenzeitungen sowie wissenschaftliche Beiträge.
Eine von Esch entdeckte, vermutlich originale Fassung der Mozart-Arie „Io ti lascio“ wurde 1993 zunächst in Innsbruck sowie von der Altistin Nathalie Stutzmann in der Salzburger Mozartwoche 1994 aufgeführt.
Von 1994 bis 2003 war Esch Produzent und Redakteur beim Hessischen Rundfunk, wo er für Sendungen und Konzerte im Bereich Kammermusik verantwortlich war, einschließlich Konzertreihen im Großen Sendesaal und im Sendegebiet sowie thematischen sinfonischen Konzerten. Er moderierte und konzipierte Musiksendungen, Porträts und Interviews. Von 1996 bis 2004 war er Mitglied des Beirats für Musik am Goethe-Institut.
2003 wurde er zum Direktor des NRW KULTURsekretariats gewählt, des 1974 gegründeten Zusammenschlusses der großen Städte in NRW. Dessen Leitung übernahm er 2004. Zum Jahr 2024 gestaltete er zum 50. Jahr des Bestehens den Übergang des Kultursekretariats in die Rechtsform eines selbstverwalteten Zweckverbandes. Zum 1. August 2025 gab er die Leitung nach mehr als 21 Jahren vorzeitig ab, um in die Selbständigkeit zu wechseln. 
Als Direktor des NRW KULTURsekretariats verantwortete Esch sowohl das internationale Impulse Theater Festival wie das Next Level Festival (seit 2010). Er entwickelte und leitete den 2005 gestarteten, anfangs gemeinsam mit der Kunststiftung NRW aufgestellten Fonds Experimentelles Musiktheater. 2019 startete Musiktheater-Uraufführungsreihe NOperas! mit regelmäßigen Koproduktionen von freien Ensembles mit Musiktheater-Häusern in Bremen, Darmstadt, Gelsenkirchen, Halle, Münster und Wuppertal. Ebenso konzipierte und verantwortet er das Internationale Besucherprogramm, das 2009 am NRW KULTURsekretariat eingerichtet wurde. 2023 startete das vom NRWKS initiierte EU-Projekt GREENSTAGE zu Theater und Nachhaltigkeit.
Er verfasste und veröffentlichte zahlreiche Publikationen zu Kunst, Kultur und Kulturpolitik. Im Jahr 2021 gründete Esch die Initiative für die Kultur in Deutschland e.V., deren Erster Vorsitzender er bis zur Auflösung des Vereins im Jahr 2025 war. Mit zwei Aktionstagen "Kultur gibt" (2022 und 2023) warb die Initiative für die Erhaltung und Unterstützung der Kultur auch in Krisenzeiten.
Im Juli 2025 wurde er zum stellvertretenden Rundfunkrat beim WDR bestellt, entsandt vom Kulturrat NRW.

## Auszeichnungen
Im Jahr 2010 erhielt er Preise des Deutschen Designer Clubs für Digital Media und Marketing-Kommunikation. 2013 erhielt Esch den Grimme Online Award. 2023 wurde er von CEO Monthly mit dem Chairperson Award als »Most Innovative Arts & Culture Chairman (Germany)« ausgezeichnet. Ebenfalls 2023 erhielt die im Rahmen des Next Level Festivals von Esch auf den Weg gebrachte und auf der Zeche Zollverein in Essen 2022 erstmals gezeigte Produktion "Opera - a Future Game" von Michael von zur Mühlen den FAUST-Preis des Deutschen Bühnenvereins.

## Werke

### Buchveröffentlichungen
als Autor
- Lucio Silla. Vier Opera-Seria-Vertonungen aus der Zeit zwischen 1770 und 1780. Baden-Baden 1994
- mit Frank Schneider: „Immer auch ein politischer Impuls“. Juan Allende-Blin im Gespräch mit Christian Esch und Frank Schneider. Altenburg 2017.

als Herausgeber
- Kultur und Alter. Kulturangebote im demografischen Wandel von Wolfgang Hippe und Norbert Sievers. Essen 2006.

### Journale
Wissenschaft
- Haydns Streichquartett op. 54/1 und Mozarts KV 465, in: Haydn-Studien. Veröffentlichungen des Joseph-Haydn-Instituts Köln. Band VI, Heft 3, November 1988
- Michele Mortellari, Johann Christian Bach und Wolfgang Amadé Mozart. Eine neu aufgefundene Fassung der Arie Io ti lascio KV 621a (= Anh. 245) und die verschollene Szene für Tenducci (Paris 1778) KV 315b (= Anh. 3), in: Mitteilungen der Internationalen Stiftung Mozarteum 39 (1991).

Kunst und Kultur (Auswahl):
- An innovative and dynamic landscape. Public support and international theatre exchange in North Rhine-Westphalia (Germany), in: State on Stage, Amsterdam 2008
- Jenseits des Echoraums – Digitalisierung und Digitalität als Chancen für ein Theater nach Corona, in: Lernen aus dem Lockdown?, Berlin 2020
- mit Matthias von Hartz, Tom Stromberg (Hg.): Es geht auch anders. Theaterfestival Impulse, Berlin 2012
- Next Level-Gaming als kreatives Miteinander, in: Institutionen stärken Zusammenhalt, Bonn 2024